# Лотар Больц
Ло́тар Больц (нім. Lothar Bolz; нар.3 вересня 1903, Гливиці — пом.29 грудня 1986, Берлін) — державний діяч НДР. За професією правник.

## Життєпис
Народився в Гливицях (Верхня Сілезія). Працював у провінційному суді в Бреслау (Вроцлаві).
У 1933 був виключений з колегії адвокатів. Емігрував до Польщі, потім до СРСР.
В 1947 повернувся в НДР. З 1948 — голова Національно-демократичної партії Німеччини.
З 1950 — член Президії Національного фронту демократичної Німеччини.
З 1949 по 1953 — міністр відбудови НДР.
З 1950 — заступник Голови Ради Міністрів, з 1953 одночасно міністр закордонних справ НДР. Депутат Народної палати НДР з 1949.